# Nagy-Milic
Nagy-Milic är en bergstopp i Ungern, på gränsen till Slovakien. Den ligger i den nordöstra delen av landet, 210 km nordost om huvudstaden Budapest. Toppen på Nagy-Milic är 894 meter över havet.
Terrängen runt Nagy-Milic är huvudsakligen kuperad. Nagy-Milic är den högsta punkten i trakten. Runt Nagy-Milic är det ganska tätbefolkat, med 90 invånare per kvadratkilometer. Närmaste större samhälle är Gönc, 17,7 km sydväst om Nagy-Milic. I omgivningarna runt Nagy-Milic växer i huvudsak lövfällande lövskog.